# Червь (веб-роман)
«Червь» (англ. Worm) — это первый веб-роман Джона Маккрея в жанре рациональной фантастики, написанный им в период с 2011 по 2013 год. Публиковался по частям на его сайте. Роман очень большой — он состоит из 1,75 миллиона слов, разбит на 305 глав, которые можно разместить на 7000 страниц.

## Публикация
Роман публиковался по строгому графику: новые главы во вторник и субботу, а также дополнительные главы по четвергам, в качестве вознаграждения за пожертвования.
Джон Маккрей начал писать роман, чтобы преодолеть себя — развить дисциплину и приучиться заканчивать начатое. До этого момента у него накапливались сотни незавершённых рассказов.

## Мир романа
Мир романа — Земля Бет, параллельный нашему мир, в котором с 1982 года часть людей спонтанно начала обретать суперспособности.
Обычные люди начали получать суперспособности при попадании в невероятно травматичную и стрессовую ситуацию, известную как «событие триггер» или «триггерное событие» («триггер»). Люди со сверхспособностями (паралюди, кейпы, плащи) должны регистрироваться в специальной службе. По желанию они могут стать «героями», то есть законопослушными защитниками общества, «злодеями» или «бродягами». В среде кейпов есть набор негласных правил, например злодеи по мере возможностей стараются не убивать гражданских и других кейпов, а также никаким кейпам непозволительно нападать на семьи тех кейпов, чья личность по тем или иным причинам публично известна. Делается это для того, чтобы при столкновениями с угрозами S класса(наиболее тяжелая степень угрозы) герои, злодеи и бродяги могли, заключив временное перемирие, совместными усилиями противостоять таким угрозам.
Помимо «суперлюдей» в мире существуют Губители (англ. Endbringers) — местные кайдзю, одна из угроз S класса, нечеловеческие существа значительно мощнее любого известного кейпа, кроме Зиона. С некоторой периодичностью они нападают на города, зачастую полностью их разрушая, либо делая непригодными к существованию.
Основные события большей части романа происходят в вымышленном городе Броктон-Бей (США), на восточном побережье Северной Америки. В основном повествование идёт от лица девушки-подростка Тейлор Эберт, которая недавно получила сверхспособность контролировать насекомых, после чего пытается приложить все усилия для того, чтобы стать настоящим героем.

### Силы
В романе описана классификация суперсил, которую использует местная организация по контролю над параугрозами — СКП. Она основана на оценке потенциальной разрушительности силы (от 1 до 12) и класса, который указывает на общие рекомендации, как вести себя с конкретными паралюдьми, при этом механизмы реализации сил среди каждого класса могут быть абсолютно разными.
| Класс               | Описание                                                                                   |
| ------------------- | ------------------------------------------------------------------------------------------ |
| Движок (Mover)      | Перемещение в пространстве. (Полёт, телепортация, сверхскорость и т. д.)                   |
| Эпицентр (Shaker)   | Изменение окружающей реальности                                                            |
| Бугай (Brute)       | Физическая сила, устойчивость к урону, регенерация и т. д.                                 |
| Излом (Breaker)     | Изменение законов реальности для себя. (Например умение проходить сквозь твёрдые предметы) |
| Властелин (Master)  | Создание и / или взятие под контроль существ.                                              |
| Технарь (Tinker)    | Интуитивный изобретательский дар.                                                          |
| Стрелок (Blaster)   | Атаки дальнего действия.                                                                   |
| Умник (Thinker)     | Получение и обработка информации. (Улучшенное планирование, восприятие информации и т. д.) |
| Контакт (Striker)   | Силы, активируемые при прямом контакте с объектом.                                         |
| Оборотень (Changer) | Изменение собственной физической формы.                                                    |
| Козырь (Trump)      | Взаимодействие с чужими способностями. (Изменение, копирование, отключение и т. д.)        |
| Скрытник (Stranger) | Маскировка и дезинформация.                                                                |

## Сиквел
В октябре 2017 года Джон Маккрей анонсировал выход сиквела Ward. Промежуточная сюжетная арка, «Светящийся червь» (Glow-worm), выходила с 21 октября 2017 года, а продолжение, «Ward» или «Страж», с главной героиней в роли Виктории Даллон, начало публиковаться в 11 ноябре 2017 года, и было завершено 2 мая 2020 года. Всего вышла 281 глава.